# جیمله
جیمله (به عربی: جیملة) یک شهرداری در الجزایر است که در استان جیجل واقع شده‌است. جیمله ۱۵٬۵۱۳ نفر جمعیت دارد.